# Plesiochrysa remota
Plesiochrysa remota är en insektsart som först beskrevs av Walker 1853.  Plesiochrysa remota ingår i släktet Plesiochrysa och familjen guldögonsländor. Inga underarter finns listade i Catalogue of Life.